# Caroline Pidgeon
 (mai 2016).
Si vous disposez d'ouvrages ou d'articles de référence ou si vous connaissez des sites web de qualité traitant du thème abordé ici, merci de compléter l'article en donnant les références utiles à sa vérifiabilité et en les liant à la section « Notes et références ».
Pour les articles homonymes, voir Pidgeon.
Caroline Pidgeon est une femme politique britannique, membre des Libéraux-démocrates, née le 29 septembre 1972 à Southampton.
Membre de l'Assemblée de Londres depuis 2008, elle est la candidate libérale-démocrate pour la mairie de Londres aux élections de 2016. Avec seulement 4,6 % des premiers choix, elle se classe quatrième, derrière la candidate verte Siân Berry. Elle reste également la dernière représentante des Libéraux-démocrates au sein de l'Assemblée.
Elle est créée baronne Pidgeon et entre à la chambre des lords le 12 août 2024.